# Cultura do futebol

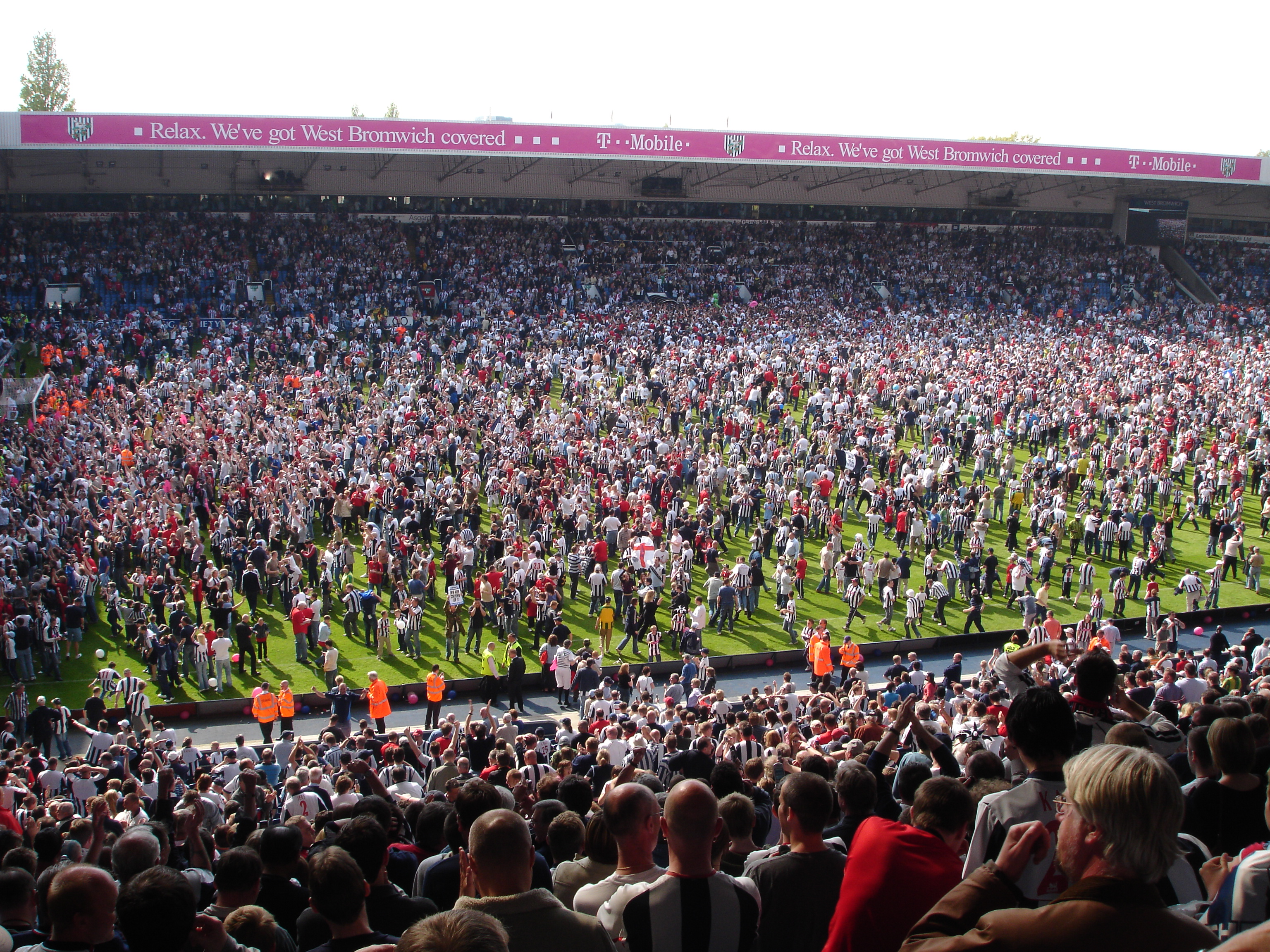
Torcedores do West Bromwich Albion comemorando a salvação do rebaixamento de 2005.

A cultura do futebol refere-se aos aspectos culturais através do futebol, não ao jogo em si, mas a tudo o que faz relacionar com a sociedade em seu redor.
O futebol como desporto envolve um grande número de torcedores (adeptos), e faz com que eles associem-se, comprem e adquirem produtos de seus clubes. Organizam-se diversas ações comunitárias e sociais, ou no sentido contrário, associações não benéficas, como os hooligans.
Na mídia, o futebol faz com que muitos países tenham periódicos, revistas, rádios, redes de televisão e sites apenas para clubes, ou relacionados exclusivamente ao futebol.
A FIFA como órgão máximo, trabalha na sua ideia do Diga não ao racismo e no fair play, que é o jogo limpo no esporte.